# ゾルファガール (ミサイル)
ゾルファガール（ペルシア語: ذوالفقار, ラテン文字転写:  Zolfaghar）とは、イランの固体燃料式短距離弾道ミサイル（SRBM）である。

## 概要
ゾルファガールは輸送起立発射機（TEL）から発射される単段式のSRBMで、射程距離は300kmから700kmであると推定されている。同じくイランのSRBMであるファテフ110系統（おそらく改良型のファテフ313）に由来するミサイルであると考えられている。
ミサイルの名称はイスラーム教シーア派の初代イマームであるアリー・イブン・アビー・ターリブが使用していたとされる名剣、「ズルフィカール」に由来している。
ゾルファガールは2016年、イラン航空産業機構により開発され、翌2017年にファテフ110の射程延伸型として配備された。同年行われたシリア北東部の都市デリゾールへのミサイル攻撃で実戦投入された。
一部のゾルファガールは終末段階でオペレーターによる指令誘導が可能となっている。

## 歴史
イランが初めてゾルファガールの存在を明らかにしたのは2016年9月25日に行われた軍事パレードにおいてのことである。軍事パレードの後イランのホセイン・デフガーン国防大臣（当時）は、ミサイルの射程について「700km」であると発言した。その後、イラン国防省が発射実験の映像を公表した。
2017年6月17日、イランは同月8日にテヘランで発生したテロ事件への報復として、シリア北東部のデリゾール近郊に所在するISILの拠点に対し6発のゾルファガールによるミサイル攻撃を実施し、初の実戦投入となった。
2019年2月、イランはゾルファガールを改良した射程1000kmの準中距離弾道ミサイル（MRBM）、「デズフール」を発表した。
2021年3月7日、イエメンの反政府武装勢力であるフーシ派がサウジアラビア全土にミサイル・無人機攻撃を行い、その際ゾルファガール及び攻撃型無人機のサンマード3を使用した。
2022年7月には、国営イラン通信がゾルファガールを対艦弾道ミサイル（ASBM）に改良した「ゾルファガール・バシール」と呼ばれる派生型の存在を報じた。ゾルファガール・バシールの射程距離は700kmであり、アラビア海北部に展開するアメリカ海軍の艦船を攻撃できると主張している。

## ロシア・ウクライナ戦争
2023年10月3日にワシントン・ポストが報じたところによると、イランがロシア連邦軍に対し、先に供与しロシア軍がウクライナへの攻撃に用いている攻撃型無人機モハジェル6及びシャヘド136（ロシア名「ゲラン2」）の追加供与と合わせて、ファテフ110及びゾルファガールを供与する準備を進めている。その後、2024年1月上旬以降ゾルファガールを含む400発の弾道ミサイルがイランからロシアへ供与されたと同年2月に報じられているが、アメリカのジョン・カービー大統領補佐官は報道についてイラン政府による誇大宣伝を背景としている可能性が高く、同年2月時点ではイランからロシアへ弾道ミサイルが供与されたかどうかは確認できていないとした。